# Horná Potôň
Horná Potôň (ungarisch Felsőpatony) ist eine Gemeinde im Südwesten der Slowakei mit 2260 Einwohnern (Stand 31. Dezember 2024). Sie gehört zum Okres Dunajská Streda, einem Teil des Trnavský kraj.

## Geographie
Die Gemeinde befindet sich im slowakischen Donautiefland auf der Flussinsel Žitný ostrov. Das Ortszentrum liegt auf einer Höhe von 123 m n.m. und ist 13 Kilometer von Dunajská Streda sowie 35 Kilometer von der Hauptstadt Bratislava gelegen.
Verwaltungstechnisch gliedert sich die Gemeinde in die Gemeindeteile Benkova Potôň, Čečínska Potôň und Horná Potôň.

## Geschichte
Die heutige Gemeinde entstand 1940 durch Zusammenschluss der Orte Horná Potôň (ungarisch Lőgérpatony) und Benkova Potôň (ungarisch Benkepatony). 1960 wurde der Ort Čečínska Potôň (ungarisch Csécsénypatony) eingegliedert, der 1940–1960 zur Gemeinde Michal na Ostrove gehörte. 2003 wurde hingegen der Ort Potônske Lúky ausgegliedert.
Der Hauptort Horná Potôň wurde zum ersten Mal 1255 als Superior Potun schriftlich erwähnt, später als Felsew Pathon (1435), möglicherweise handelt es sich um den oberen Teil eines Landstückes namens Patonyföld (ungarisch, slowakisch Potôňska zem) oder auch um einen Vorgänger des späteren Ortes Lőgérpatony.
Bis 1919 gehörte alle Orte im Komitat Pressburg zum Königreich Ungarn und kamen danach zur Tschechoslowakei. Durch den Ersten Wiener Schiedsspruch kamen 1938–1945 sie erneut zu Ungarn.

## Bevölkerung
| Jahr                | 1994 | 2004    | 2014     | 2024     |
| ------------------- | ---- | ------- | -------- | -------- |
| Anzahl der Personen | 1841 | 1762    | 1972     | 2260     |
| Unterschied         |      | −4,29 % | +11,91 % | +14,60 % |

| Jahr                | 2023 | 2024    |
| ------------------- | ---- | ------- |
| Anzahl der Personen | 2206 | 2260    |
| Unterschied         |      | +2,44 % |

Ergebnisse nach der Volkszählung 2001 (1872 Einwohner):
| Nach Ethnie: - 93,86 % Magyaren - 5,61 % Slowaken - 0,27 % Tschechen | Nach Konfession: - 82,48 % römisch-katholisch - 4,54 % konfessionslos - 1,87 % evangelisch |

## Sehenswürdigkeiten
- evangelische Kirche im klassizistischen Stil von 1816 (Gemeindeteil Benkova Potôň)